# Zosterop de Kai Besar
El zosterop de Kai Besar (Zosterops grayi) és un ocell de la família dels zosteròpids (Zosteropidae).

## Hàbitat i distribució
Habita boscos i terres de conreu de l'illa Kai Besar, a les Kai, properes al sud-oest de Nova Guinea.